# Інженер-флагман III рангу
Інженер-флагман ІІІ рангу  (лат. ingenium — «здібність», «винахідливість», та нід. vlagman, від нід. vlag — прапор та нід. man — людина) — військове звання вищого начальницького інженерного складу у Робітничо-селянському Червоному флоті СРСР з 1935 до 1940.
У 1935—1940 роках еквівалентом звання серед командного складу було: у сухопутних силах звання комбриг, у ВМС капітан І рангу. Серед військово-технічного складу РСЧА відповідним званням було бригінженер.
Інженер-флагман ІІІ рангу був вище за рангом ніж воєнінженер 1 рангу і нижче за рангом від інженера-флагмана ІІ рангу.

## Історія використання

### 1935—1940
22 вересня 1935 року, при введенні персональних військових звань, для начальницького складу військово-технічного складу РСЧА (та Морських Сил РСЧА), були введені окремі звання, які відрізнялися від загальновійськових. Еквівалентом звань командного складу «комбриг» (сухопутні сили), та «капітан І рангу», було звання військово-технічного складу «бригінженер» в сухопутних силах та «інженер-флагман ІІІ рангу» в військово-морських силах. 

### 1940
Указами Президії Верховної Ради СРСР від 7 травня 1940 «Про встановлення військових звань вищого командного складу Червоної Армії» (рос. «Об установлении воинских званий высшего командного состава Красной Армии») та «Про встановлення військових звань вищого командного складу Військово-Морського Флоту» (рос. «Об установлении воинских званий высшего командного состава Военно-Морского Флота») вводилися генеральські та адміральські звання для вищого командного складу. Крім того цими указами встановлювалися нові звання для інженерів корабельної служби, які дорівнювалися до звань командного складу (в сухопутних силах технічно-інженерний склад залишив свої звання до 1942/43 років). Еквівалентом звання «бригінженер» серед корабельного інженерного складу стає звання «інженер-контрадмірал». В інших підрозділах ВМФ залишилося звання інженер-флагман ІІІ рангу, але невдовзі було скасовано і його.

## Знаки розрізнення
Згідно з главою 4 наказу про введення персональних військових звань, інженер-флагман ІІІ рангу та відповідні порівняні до нього за рангом звання ВМС мали за знаки розрізнення одну широку стрічку.
Командний склад , військово-політичний та військово-технічний склад мали стрічки жовтого (золотого) кольору, інший начальницький склад білого (срібного) кольору. Колір між стрічками командний склад мав кольору мундиру, начальницький склад кольору служби. 

## Співвідношення
| Рід військ                                      | Відповідне звання / посада |
| Командний склад                                 | Командний склад |
| ----------------------------------------------- | --- |
| Народний комісаріат внутрішніх справ            | Майор державної безпеки , введене постановою ЦВК та РНК СРСР від 7 жовтня 1935 року (військовослужбовці прикордонних та внутрішніх військ НКВС мали військові звання, які вживалися в РСЧА) Майор міліції |
| Військово-морський флот                         | Капітан І рангу |
| Начальницький склад                             | |
| Військово-технічний склад                       | Бригінженер |
| військово-політичний склад усіх родів військ    | Бригадний комісар |
| військово-господарський склад усіх родів військ | Бригінтендант |
| військово-юридичній склад усіх родів військ     | Бригвоєнюрист |
| військово-медичний склад усіх родів військ      | Бригврач |
| військово-ветеринарний склад усіх родів військ  | Бригветврач |